# Eritrulose
A eritrulose é um monossacarídeo do tipo tetrose, de fórmula química C4H8O4. Faz parte do grupo das cetoses e é utilizada na indústria para a produção de bronzeadores artificiais, agindo em conjunto com a diidroxiacetona (DHA). A eritrulose reage com os grupos amina primários e secundários das proteínas da epiderme, produzindo a melanoidina, que confere a coloração marrom característica da pele bronzeada.
Consiste em um líquido claro e amarelado que ocorre naturalmente em morangos vermelhos. Também pode ser isolada através da fermentação aeróbica realizada por bactérias do gênero Gluconobacter, por meio de intenso processo de purificação.